# Francis Arthur Pichler

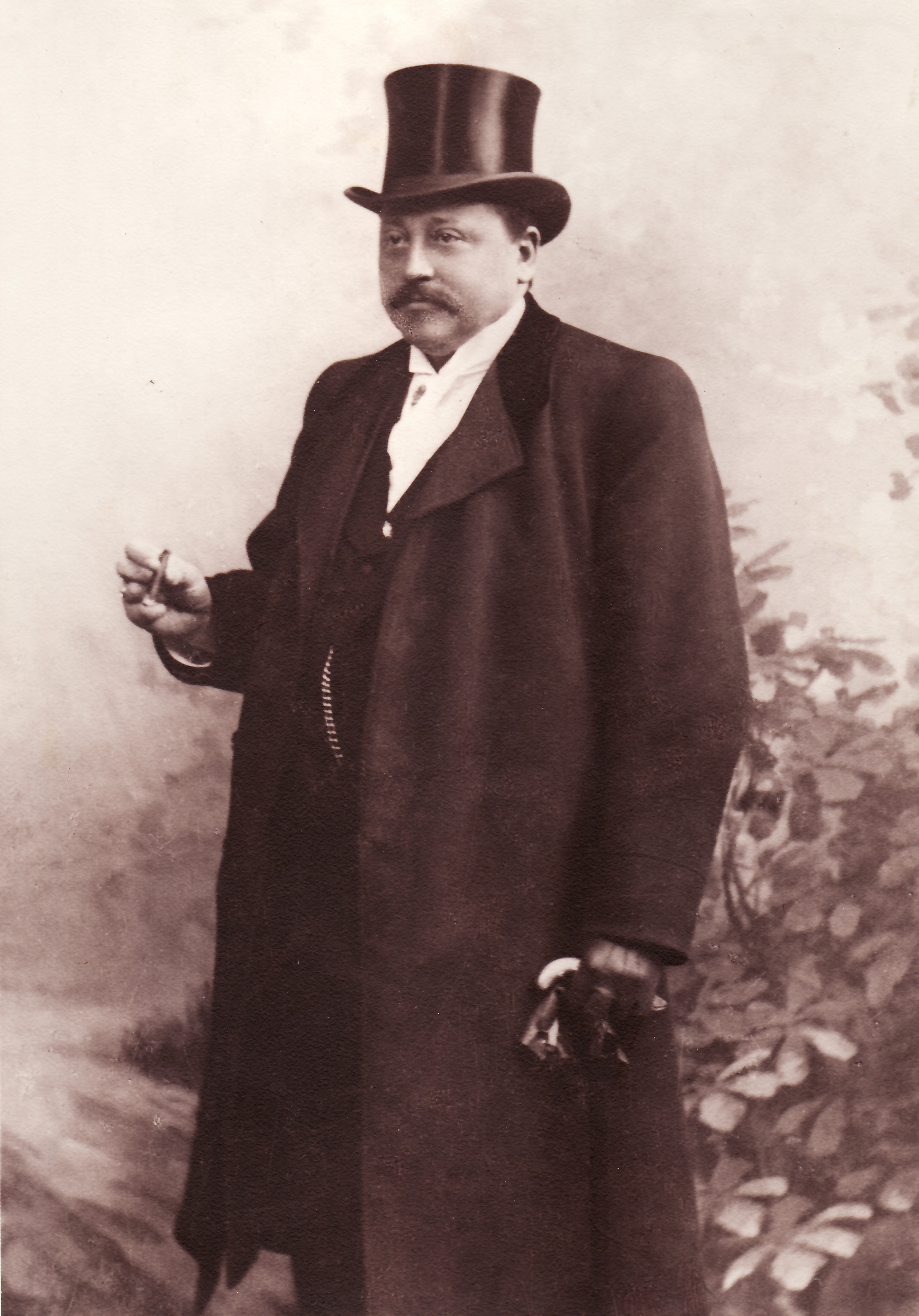
Francis Arthur Pichler rond 1900

Francis Arthur Pichler (Timișoara, 2 oktober 1856 - Rotterdam, 6 maart 1931) was een impresario in de wereld van het variété en circus.

## Jeugdjaren
Francis Pichler is geboren in Timișoara. Destijds behoorde deze stad bij Hongarije en woonde er een grote Duitse minderheid, waartoe de familie Pichler behoorde. Zijn ouders waren Joannes Pichler, een meesterschoenmaker, en Catharina Rosmuss. Hij had twee zussen.

## Aankomst in Nederland
Francis Arthur Pichler arriveerde in 1882 in Nederland samen met zijn echtgenote Maria Clara Ott. Zij was van beroep zangeres en bracht Pichler in contact met Frits van Haarlem (1854-1927), een variétéondernemer. Maria Clara Ott trad waarschijnlijk op onder de naam Clara Wietersheim. Nadat Francis Pichler een tijdje assistent was geweest van Frits van Haarlem begon hij in 1886 voor zich zelf als impresario. Zijn eerste optreden als zelfstandig impresario was tijdens de opening van het variététheater Seinpost te Scheveningen.
Tijdens de jaren 1886 tot 1889 werkte hij als reizend impresario in geheel Europa en woonde een tijd in Antwerpen, waar Maria Clara Ott als chanteuse verbonden was aan het variététheater Scala.
In 1889 vestigde Pichler zich in Rotterdam en betrok een woning annex kantoor in de Aert van Nesstraat 29. Tijdens de jaren 1889 tot 1893 werkte hij soms samen met G. Stroober, een reizend variétéondernemer, met wie hij variété-optredens in Nederland organiseerde. In 1892 haalde Pichler met groot succes voor de eerste keer het Circus van Carl Hagenbeck naar Nederland. Na aanvankelijk een moeilijke start groeide Pichler uit tot de bekendste impresario van Nederland en werkte voor alle grote en kleine variététheaters van die tijd, zoals Carré te Amsterdam, Seinpost te Scheveningen, Flora te Amsterdam en het Scalatheater te ’s-Gravenhage. Bovendien werkte hij ook samen met de beroemde buitenlandse variététheaters zoals het Hansa-theater te Hamburg, Wintergärten te Berlijn, De Reichshallen te Keulen en Battenberg te Leipzig.

## Circus-variété

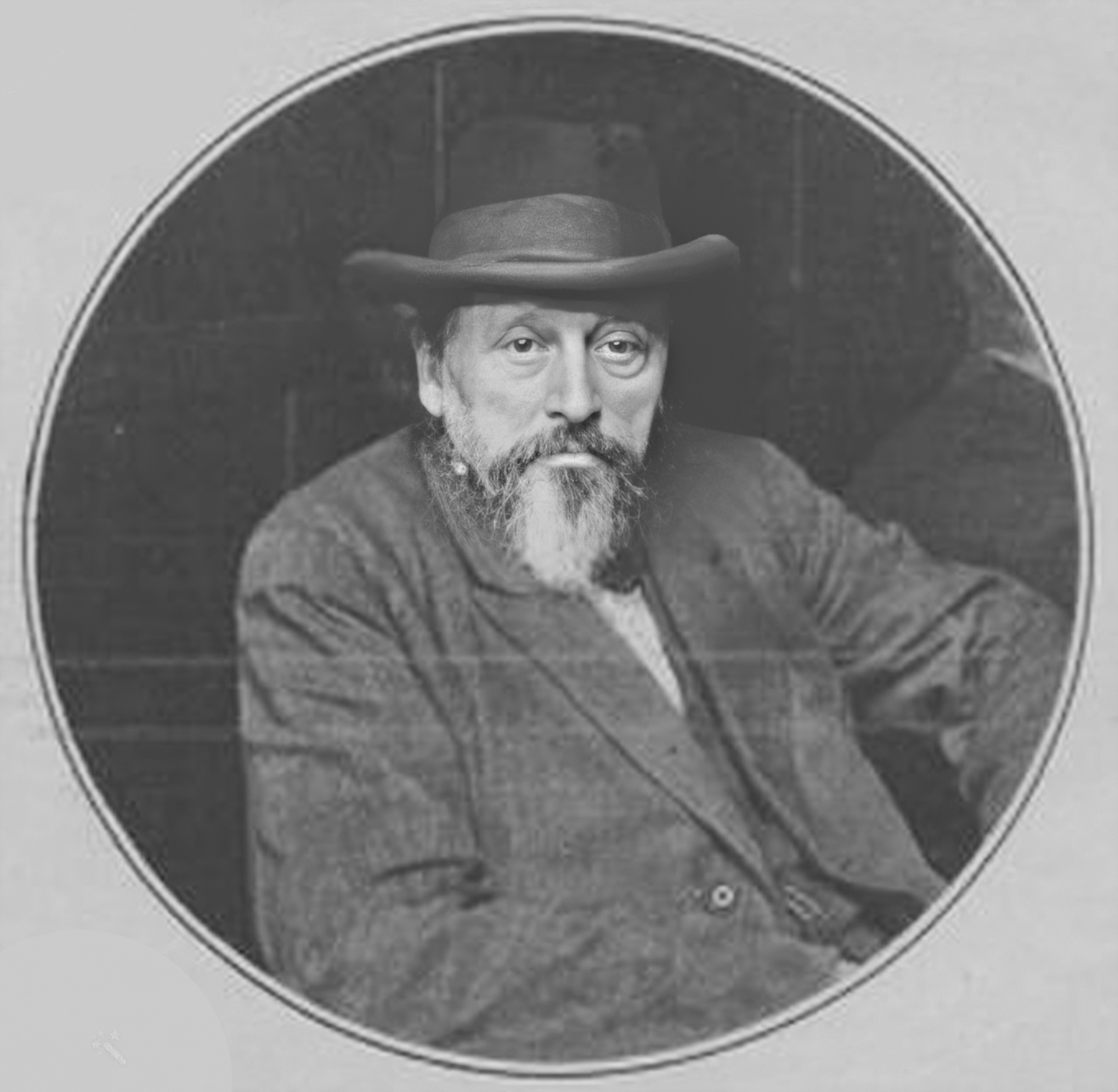
Francis Arthur Pichler in 1929 in het artiestencafé van Charlie Stock

Pichler was van 1898 tot 1905 verbonden als vaste huisagent bij het Circus Pfläging te Rotterdam. Van 1904 tot 1905 was hij tevens medehuurder van dit theater. Oorspronkelijk was het theater in 1893 neergezet als circusgebouw maar door gebrek aan succes was het al in 1894 door Carl Pfläging (1839-1904) omgebouwd tot variététheater. Nadat in 1914 de toenmalige huurder was vertrokken, probeerde de secretaris van het bestuur, De Breij, om Pichler te interesseren om het Circus-Variété uit te baten. Pichler heeft een co-financier nodig en betrekt Dirk Reese bij zijn plannen. Pichler wil het gebouw afwisselend verhuren en zelf gebruiken, en denkt aan een programmering van onder andere paardenspel, revues en operettes. Reese bestudeert het plan van en haakt af, waarna Pichler stopt met de zoektocht naar een co-financier.

## Pichler als impresario
Het was de periode rond 1900 dat het variété op zijn hoogtepunt was. Pichler bemiddelde voor vele bekende internationale variétéartiesten, zoals de kunstfietser Nick Kaufmann, de sterke man G.A. Sampson, de goochelaar Okito, de clown Wiliam Olschansky, de Familie Lorch, de zangeres Clara Lardinois, de danseres Carmencita, Perzina en het Wotpert trio. Ook voor Carter The Great, een Amerikaanse illusionist, verzorgde hij een tournee. Verder was hij de ontdekker van Nico de Haas en hij introduceerde Koos Speenhoff in de grote theaters van Nederland. Louis Davids zat bij hem op kantoor als piccolo (voor het wegbrengen van telegrammen en post). Daarnaast organiseerde Pichler ook worstelwedstrijden, voorafgegaan door variété. De periode 1898 tot 1905 was een er een van grote welvaart en succes voor Pichler.

## De neergang

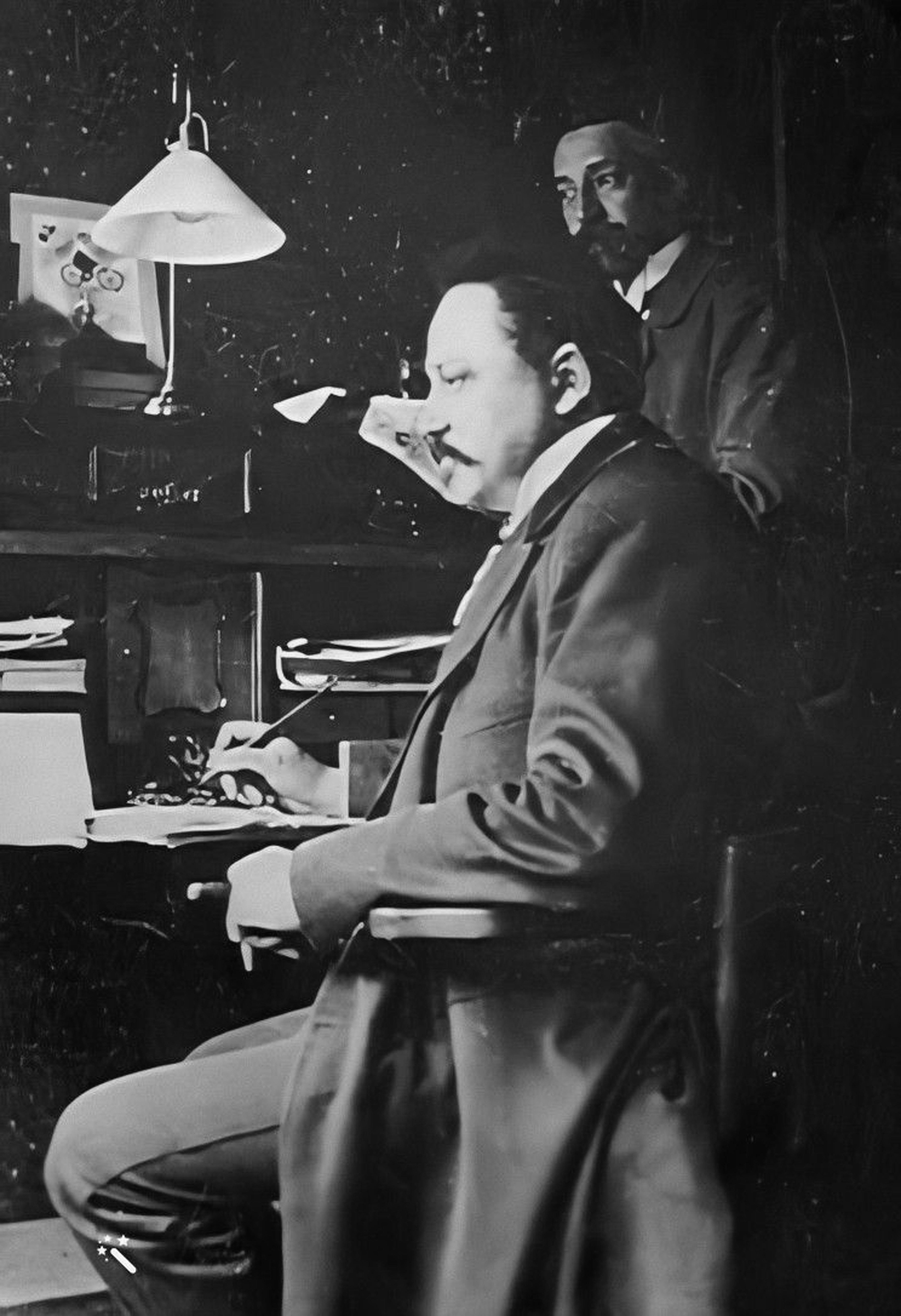
Francis Arthur Pichler rond 1911 In de achtergrond met G.A. Dekkers

Nadat in het voorjaar van 1904 Carl Pfläging onverwacht was overleden, kwam het Circus-Variété in financiële problemen door de grote schulden die Pfläging had achtergelaten. Pichler hielp de weduwe van Pfläging en poogde de zaak te redden door er 15.000 gulden aan eigen geld in te steken. Het mocht niet helpen, en Pichler zag nooit meer een cent terug van deze investering. Het leidde uiteindelijk tot zijn faillissement in 1907.  Na opheffing van het faillissement in 1908 ging Pichler een compagnonschap aan met G.A. Dekkers die in Rotterdam een artiestencafé annex artiestenpension runde. In 1912 trad onder agentuur van Pichler en Dekkers de Britse artiest Stanley Jefferson op in het Circus-Variété te Rotterdam. Later zal Jefferson beroemd worden onder de naam Stan Laurel. Het was in het artiestenpension van G.A. Dekkers waar Jefferson overnachtte tijdens zijn verblijf in Rotterdam.
Rond 1910 verlegde Pichler zijn werkzaamheden ook naar de wereld van opera en operette. Hij werkte onder samen met Miska Präger (1865-1937) en Michiel de Hondt (1850-1937).
Van 1914 tot 1916 was Pichler verbonden aan het Circus Hermann Althoff.
In de jaren 1921 en 1922 verspeelde Pichler zijn laatste geld met Circus Taraselli. Hij ging totaal bankroet en was gedwongen om onderdak te zoeken in het hotel Elim van het Legers des Heils te Rotterdam. Overdag bracht hij zijn tijd meestal door in het artiestencafé van Charlie Stock op de Kruiskade. Hij kreeg er koffie van Charlie Stock en soms een consumptie van een oude bekende. Begin 1930 werd er in de Voorwaarts, een sociaaldemocratisch dagblad in Rotterdam, een achtdelige serie over zijn leven geschreven. Pichler stierf op 6 maart 1931 arm in het ziekenhuis aan de Coolsingel te Rotterdam. Bij de teraardebestelling op Crooswijk, waren velen uit de kunst- en amusementswereld aanwezig.

## Nasleep
Na zijn debacle met Taraselli in 1922 is de nasleep een verhaal wat zo uit een boek van Charles Dickens zou kunnen komen. Pichler is dan 66 jaar en zo arm dat hij niet meer voor zijn zes kleine kinderen kan zorgen. Zijn levenspartner is in 1916 tijdens de geboorte van hun laatste kind overleden in het kraambed. De oudste is bij zijn grootouders in Hamburg gebleven. De anderen vijf kinderen, van wie de oudste dertien is en de jongste zes jaar, komen onder de Armenzorg van de gemeente Rotterdam te vallen, de jongste blijft nog twee jaar bij een soort huishoudster en de drie andere kinderen worden ondergebracht in pleeggezinnen in Noord Brabant. De jongste zal in 1924 volgen. Dit gebeuren is voor de kinderen zeer traumatisch, zo erg dat er een al binnen enkele weken zal overlijden. De anderen zullen hun hele leven last blijven houden. De zorg in de pleeggezinnen was verre van optimaal, de kinderen werden meer gehouden als bijverdienste, zij kregen elke maand een geldbedrag, de pleegouders waren meestal oudere mensen van boven de zestig. De oudste broer die bij zijn grootouders in Hamburg (moederszijde) was gebleven zal pas in 1978 zijn twee dan nog levende zusters voor de eerste keer zien.     